# Delegação de Rios na Assembleia Nacional da Nigéria
A delegação de Rivers State na Assembleia Nacional da Nigéria compreende três Senadores, representando Rivers Leste, Rivers Oeste, Rivers Central e treze Representantes representando Bonny/Degema,  Okrika/Ogu-bolo,  Asalga/Akulga,  Ahoada Oeste/Ogba-Egbema-Ndoni,  Port Harcourt 1,  Ikwerre/ Emohua,  Khana/Gokana,  Etche/Omuma,  Eleme/Tai/Oyigbo,  Ahoada Leste;Abua/Odual,  Obio/Akpor,  Port Harcourt 2,  Andoni/Opobo/Nkoro.

## Quarta República

### O 4º Parlamento (1999 - 2003)
|               |                               |         |                                |           |
| Cargo         | Nome                          | Partido | Eleitorado                     | Período   |
|               |                               |         |                                |           |
| Senador       | Azuta-Mbata John              | PDP     | Rivers Leste                   | 1999–2003 |
| Senador       | Martyns-Yellowe SoalaIbiapoye | PDP     | Rivers Oeste                   | 1999–2003 |
| Senador       | Pepple AdawariMichael         | PDP     | Rivers Central                 | 1999–2003 |
|               |                               |         |                                |           |
| Representante | Longjohn TonyeTamuno          | PDP     | Bonny/Degema                   | 1999–2003 |
| Representante | Abibo PromiseIderifama T.     | ANPP    | Okrika/Ogu-bolo                | 1999–2003 |
| Representante | Adokiye Young-Harry           | PDP     | Asalga/Akulga                  | 1999–2003 |
| Representante | Ake WilsonAsinobi             | PDP     | Ahoada-Oeste/Ogba-Egbema-Ndoni | 1999–2003 |
| Representante | Amadi LasbryOnusegbu          | PDP     | Port Harcourt 1                | 1999–2003 |
| Representante | Amadi AppolosE.               | PDP     | Ikwerre/ Emohua                | 1999–2003 |
| Representante | Barida MikkoBernard           | PDP     | Khana/Gokana                   | 1999–2003 |
| Representante | Nwala Iwezor Jacob            | PDP     | Etche/Omuma                    | 1999–2003 |
| Representante | Nwogu OlakaJohnson            | PDP     | Eleme/Tai/Oyigbo               | 1999–2003 |
| Representante | Nwuche ChibudomN.             | PDP     | Ahoada-Leste;Abua/Odual        | 1999–2003 |
| Representante | Ogonda OludiEdwin             | PDP     | Obio/Akpor                     | 1999–2003 |
| Representante | Opara AustinAdiele            | PDP     | Port Harcourt 2                | 1999–2003 |
| Representante | Owor JeffreysM.               | PDP     | Andoni/Opobo/Nkoro             | 1999–2003 |